# Robert Atkins (homme politique)
Pour les articles homonymes, voir Robert Atkins et Atkins.
Robert James Atkins (né le 5 février 1946 à Londres) est un homme politique conservateur britannique. Il est député de Preston North de 1979 à 1983, puis de South Ribble de 1983 à 1997. Il est Député européen pour la région du nord-ouest de l'Angleterre de 1999 à 2014.

## Biographie
Atkins est né le 5 février 1946 à Londres, en Angleterre. Il fait ses études à Highgate School, alors une école indépendante pour garçons à Highgate, Londres.
Atkins commence sa carrière politique au niveau local. Il est conseiller du Borough londonien de Haringey de 1968 à 1977.
Après s'être présenté sans succès au nouveau siège de Luton West en février et octobre 1974, il est élu député de Preston North de 1979 à 1983 et de South Ribble de 1983 à 1997. De 1984 à 1987, il est président des syndicalistes conservateurs. Il est nommé membre du Conseil privé en 1995 et occupe plusieurs postes ministériels : Sous-secrétaire d'État parlementaire au commerce et à l'industrie (1987 à 1989), Sous-secrétaire d'État parlementaire aux transports (1989 à 1990), Sous-secrétaire d'État parlementaire à l'environnement et ministre des Sports (1990), Sous-secrétaire d'État parlementaire à l'éducation et à la science et ministre des Sports (1990 à 1992), Ministre d'État, Irlande du Nord (1992 à 1994), Ministre d'État à l'environnement et à la campagne (1994 à 1995).
Il est ensuite Député européen pour la Circonscription d'Angleterre du Nord-Ouest en 1999. Il est chef adjoint des conservateurs au Parlement européen jusqu'en novembre 2007 et whip en chef de novembre 2008 à novembre 2009. Il est porte-parole conservateur sur l'industrie et le commerce extérieur de 2001 à 2004, et porte-parole sur la politique régionale, les transports et le tourisme de 1999 à 2001. Il est membre de la commission des affaires étrangères et de la commission des transports et du tourisme. Il ne se représente pas aux élections européennes de 2014.
En 2019, il est élu conseiller de Garstang au Wyre Council.
Atkins est fait chevalier sur la liste des distinctions honorifiques de 1997 pour ses services politiques. Il est Freeman de la City de Londres.
Atkins est mariée à Dulcie Mary Atkins (née en 1946), qui est une autre conseillère conservatrice à Wyre et qui a été l'assistante personnelle de son mari pendant son mandat de député européen. Leur fille Victoria Atkins est élue aux élections générales de 2015 comme députée conservatrice de Louth et Horncastle.